# Гомес Феррейра Муріло
Муріло Гомес Феррейра (нар. 19 червня 1990, Кампінас, Бразилія) — бразильський футболіст, захисник «Брагантіно».
Свою ігрову кар’єру починав в «Коринтіансі», але згодом перейшов до «Палмейраса», де грав за молодіжну команду. За рахунок високого зросту (189 сантиметрів) Муріло вдало діє на другому поверсі і нерідко забиває після стандартів. Спеціалісти також відзначають його рішучість та впевненість у власних силах.
У липні 2011 року на правах оренди перейшов у львівські «Карпати», однак, так і не зігравши до кінця року в жодному матчі, повернувся на батьківщину.
У 2008 році Муріло зіграв за юнацьку збірну Бразилії на міжнародному турнірі Sendai Cup, де окрім пентакампеоне, грали збірні Франції, Японії та Кореї. Вигравши два матчі з трьох, Бразилія посіла перше місце.